# 윤정구 (1927년)
윤정구(尹鼎求, 1927년 4월 7일 ~ 2018년 11월 18일)는 대한민국의 기업인, 어업인으로, 제동산업의 원양선장, 고려원양 상무, 전무이사, 부사장, 오양수산 사장을 역임했다. 대한민국 현대 첫 원양조업선인 지남호의 선장이었다. 1957년 6월 이승만 대통령의 명으로 최초로 대한민국 최초로 해외 조업에 나섰다. 친일파 윤치호의 손자였다.
제동산업 원양어업개척선장, 동화 선단장, 동화 사모아 주재원, 고려원양어업 상무, 전무이사, 고려원양어업 부사장 등을 거쳐 1990년 5월까지 오양수산 대표이사 사장을 지냈으며, 수산기술협회 이사를 역임했다. 또한 동화에 재직 당시에는 해외 최초의 파견원으로 근무하기도 했다. 1990년 5월 오양수산 고문이 되어 1998년 6월까지 재직했다.

## 생애

### 초기 활동
좌옹 윤치호의 손자이자 윤광선과 그의 부인 남궁자경의 차남으로 태어났다. 외할아버지는 사회사업가, 계몽운동가이자 작가인 한서 남궁억이다. 농림장관을 지낸 오당 윤영선은 그의 큰아버지였고, 서울대학교 부총장과 총장을 지낸 윤일선, 상공장관, 서울시장, 4대 대통령을 지낸 윤보선은 7촌 아저씨이며, 서울시장과 내무장관을 지낸 윤치영은 재종조부가 된다.
1948년 부산수산대학(현 부경대학교)를 졸업하고 배를 타기 시작하였다. 이후 여러 선박의 승무원으로 일하다가 심상준의 제동원양회사에 입사, 지남호의 선장이 되었다.
1957년 6월에는 이승만 대통령의 특별 지시로 지남호를 몰고 인도양을 가게 되었다. 이때 농림부 수산어로과장 남상규, 어업지도관 이제호 외에 수산진흥원 직원들이 동승했고, 미국에서 특별히 초빙해온 참치잡이 경력자인 모르간 등이 동승하였다.

### 현대한국 최초의 원양어선 지남호
1957년 6월 26일 최초로 지남호를 타고 인도양 원양조업에 나섰다. 이때 부산항 1부두 해양경비대 강당에서 정부 관계자와 수산단체장들이 참석한 가운데 성대한 기념식까지 거행됐다. 이때 농림부 지도원인 이제호 등을 대동하고 출항, 부산항을 출항한 지남호는 일본 시모노세키항에 입항해 급유 및 보급을 받은 뒤 대만 동쪽 해상에서 어법 훈련과 어장 탐색을 위한 첫 시험조업을 했으나 실패하였다.
이승만 대통령이 직접 '남쪽으로 배를 몰고 가 나라의 살 길을 찾아라'는 뜻에서 배 이름도 지남(指南)호로 지어준 배였다. 인도양으로 내려가 시험조업을 하는 것이 임무였지만 참치라고는 듣도 보도 못한 그와 선원들이었다. 미국의 원조차관 32만6천달러를 들여 1949년 도입한 배도 연근해 시험조업에 활용됐지만 별다른 성과를 거두지 못한 골칫거리였다. 그러나 그는 지남호를 맡아 인도양 항해를 강행한다.
6월 29일 지남호는 뱃머리를 남쪽으로 향했다. 역경은 곧 찾아왔다. "유일하게 참치 연승어법을 가르쳐주기 위해 동승했던 미국인이 대만 근처에서 낚시줄을 던지다 허리를 심하게 다쳐 배에서 내리고 말았어요." 빈손으로 돌아갈 것인가를 두고 고민하였다. 그는 낙담한 선원들을 불러모았다. "전쟁의 참화에서 아직 완전히 벗어나지 못한 가난한 조국을 생각하면서 무슨 수를 써서라도 시험조업을 성공시키자." 다행히 대만에서 참치연승어선을 잠깐 탄 적이 있는 선원이 1명 있었다.
물을 아끼기 위해 세수조차 마음대로 할 수 없는 열악한 상황을 겪으며 출항한 지 한달 보름이 훌쩍 지난 광복절에 처음으로 참치 어획에 성공한다. 지남호는 인도양에 첫 연승낚시를 던졌다. 사람 키만한 황다랑어들이 물 밑을 휘젓고 다니는 모습을 본 윤 선장과 선원들은 두근거리는 가슴을 진정시켰다. 첫 참치 조업에 성공한 후 차곡차곡 쌓인 참치는 보름 뒤 10t에 이르렀다. "참치라는 말도 그때는 없었어요. 일본말로 마구로라고 하거나 튜나(tuna)라고 불렀죠."

### 인도양 참치 조획 성공
그 해 8월 윤정구는 지남호를 이끌고 다시 인도양 니코발아일랜드 해역에 도착하였다. 당시 그의 지시에 따라 낚시를 던진 16명의 선원들은 사람 키만한 거대한 물고기(새치) 한 마리를 잡는 순간 함성을 터트렸다. 훗날 그는 “당시 어획량이 0.5톤 정도에 불과했지만 순수 우리 기술과 우리 선원들의 노력으로 얻은 결실이라는 데 감격스러웠다”고 말했다. 지남호는 하루 0.5~1톤씩 모두 10톤 가량의 어획고를 올리고 108일만인 10월 4일 부산항으로 돌아왔다.
지남호의 인도양 조업소식은 당시 싱가포르에서 발행되는 영자신문에 보도돼 이승만 대통령이 알게 됐고, 지남호가 잡은 새치는 부산에서 비행기로 경무대로 공수돼 이승만 대통령에게 바쳐졌다. 이때 이승만 대통령은 새치를 참치로 알고 기념촬영까지 했다.
윤 선장은 시험조업 성공에서 자신감을 얻어 1958년 1월 다시 지남호를 이끌고 남태평양 사모아 근해에 첫 상업조업에 나섰다. 1958년 1월 다시 지남호를 이끌고 출항, 남태평양 사모아 근해에서 1년 3개월간 조업해 눈다랑어, 황다랑어 등 100여톤의 어획고를 올렸다. 이후 그의 참치조업 성공을 계기로 제동산업에서는 지남호 1호, 2호, 3호로 증원하여 어획에 나섰다.
그뒤 윤정구는 제동산업 원양어업개척선장이 되었다가 동화로 옮겨 동화 선단장 등으로 활동하였다. 한때 그는 동화의 사모아 주재원이 되었는데, 이는 한국 기업이 해외기지에 주재원을 파견한 첫 사례였다.

### 어업, 기업 활동
1995년까지 현장에서 일하다 오양수산 사장을 끝으로 은퇴했다. 이후 그는 주식회사 동화의 상무가 되었다가 고려원양의 상무가 되었다. 다시 1976년 고려원양어업 전무이사, 1979년 고려원양어업 부사장 등을 거쳐 고려원양의 사장을 지내기도 했다. 1969년 7월 5일에는 동영화학주식회사 감사역을 맡기도 했다. 1973년 7월에는 업무보고차 일본을 다녀오기도 했다.
1980년 9월에는 오양수산의 대표이사 사장이 되었으며 1985년 9월 26일에는 맛살, 젖갈류 외에도 오징어 튀김구이인 오양진미시리즈를 개발하였다.
1990년 5월까지 오양수산 대표이사 사장을 지냈으며, 수산기술협회 이사를 역임했다. 1990년 5월 오양수산 고문이 되어 1998년 6월까지 재직했다. 1991년 11월 13일 제5회 월해수산상 공로상, 1994년 6월 4일 한국원양어업협회 공로패 등을 수상하였다.
2007년 6월 27일 원양어업 발전 공로로 강무현 해양수산부장관으로부터 해수부장관 감사패를 수여받았다.

## 상훈 경력
- 1991년 11월 13일 제5회 월해수산상 공로상
- 1994년 6월 4일 한국원양어업협회 공로패
- 2007년 6월 27일 원양어업 발전 공로 감사패[7]

## 가족 관계
- 할아버지 : 윤치호
- 아버지 : 윤광선(1898년 ~ 1950년)
- 어머니 : 남궁자경(다른 이름은 남궁삼인)
  - 형 : 윤용구(尹龍求, 1918년 2월 16일 ~ ?)
  - 형수 : 한원희(韓元姬, 1920년 6월 23일 ~ ?)
    - 조카 : 윤시영(尹始榮, 1941년 4월 2일 ~ )
    - 조카 : 윤경희(尹慶姬, 1945년 9월 16일 ~ )
    - 조카사위 : 안영목(安永穆), 순흥인
    - 조카 : 윤숙영(尹淑英, 1948년 12월 25일 ~ )
    - 조카사위 : 최해천(崔海天), 경주인

  - 누나 : 윤자희(尹慈姬, 1920년 3월 1일 ~ ?)
  - 매부 : 김명호(金明浩, 청풍김씨, 김진억(金鎭億)의 아들)
  - 누나 : 윤정희(尹貞嬉, 1924년 5월 5일 ~ 2010년 9월 26일)
  - 매부 : 채동규(蔡東圭, 1918년 1월 5일 ~ 2003년 12월 18일)
  - 여동생 : 윤성희(尹成姬, 1929년 5월 7일 ~ 2016년)
  - 매제 : 원석연 (화가)(元錫淵, 1922년 - 2003년 11월 5일)
  - 동생 : 윤명구(尹明求, 1931년 11월 29일 ~ ?)
  - 동생 : 윤경구(尹慶求, 1945년 5월 17일 ~ )
  - 제수 : 박추지(朴秋枝, 1947년 9월 9일 ~ )

- 부인 : 박혜준 (朴惠俊, 1926년 1월 18일 ~ 2008년)
  - 아들 : 윤도영 (尹道榮, 1954년 9월 29일 ~ )
  - 며느리 : 김혜경 (金惠卿, 1954년 9월 4일 ~ )
    - 손자 : 윤원섭(尹元燮)

  - 아들 : 윤건영 (尹健榮, 1961년 11월 29일 ~ )
  - 딸 : 윤혜영(尹惠榮, 1957년 3월 19일 ~ )

## 같이 보기
- 항해사
- 지남호
- 오양수산
- 고려원양
- 제동산업
- 인도양
- 이준용
- 정화
- 바스코다가마
- 마젤란
- 신성모

## 참조
1. 1 2 3 4 5 6 7 8  원양어선 1호 지남호 선장 윤정구씨[깨진 링크(과거 내용 찾기)] 한국일보 2007.06.27
2. 1 2 3 4 5 6  "먼 남쪽 바다서 나라 살길 찾았다" 보관됨 2016-03-10 - 웨이백 머신 부산일보 2007. 06.2
3. ↑  매일경제 1973년 8월 16일자 4면, 경제면
4. ↑  매일경제 1969년 7월 5일자 2면, 경제면
5. ↑  매일경제 1985년 9월 26일자 10면, 경제면
6. ↑  한국 원양어업 50주년 국제심포지엄 개최 뉴스와이어
7. ↑  “망망대해서 참치 처음 낚던 감격 아직도 생생” 서울신문 2007년 8월 5일자